# 琴勇輝一巖
琴勇輝 一巖（ことゆうき かずよし、1991年4月2日 - ）は、香川県小豆郡小豆島町出身（出生地は丸亀市）で佐渡ヶ嶽部屋に所属した元大相撲力士。本名は榎本 勇起（えのもと ゆうき）。身長175cm、体重180kg、血液型はB型。得意手は突き・押し。最高位は東関脇（2016年5月場所）。好物は肉。現在は年寄・荒磯。

## 来歴

### 入門前
生まれは丸亀市で、垂水小学校4年生の時の善通寺市の香川相撲クラブに入り相撲を始める。中学は近辺に相撲部のある中学校がなかったため、小豆島高校相撲部の田中栄一郎監督を頼って内海町（現小豆島町）に転居し、内海町立内海中学校に入学した。中学時代は学業の優秀さでも知られ、3年生のとき生徒会長になったこともある。人格者ぶりから不良の生徒たちも榎本の前では大人しくしていたという。
高校は香川県立小豆島高等学校に進学した。1年生時の夏に行われた四国四県対抗相撲選手権大会、少年の部個人戦で香川県勢として初優勝。インターハイの団体ではベスト16に進出し、全国高体連の海外遠征メンバーにも選ばれた。秋の国民体育大会でも香川県勢初の8強入りを果たした。これら大会で優秀な成績を収めたことから大相撲の複数の部屋から勧誘を受けたが、11月の九州場所で佐渡ヶ嶽部屋（師匠は元関脇・琴ノ若）の合宿を見学し、同部屋への入門を決意。小豆島高校は同年内に中退した。母は榎本が高校を卒業するものだと思っていたが、合宿見学の帰りに新幹線の中で高校を中退して入門することを聞かされて驚いたという。

### 初土俵から関取昇進まで
2008年3月場所、琴榎本勇起の四股名で初土俵。前述の通り丸亀市の生まれであるが、琴勇輝の希望で中学高校時代を過ごした小豆島町出身としている。
新弟子時代から稽古熱心な力士として知られており、中立の証言によると相撲教習所に通う新弟子は教習所でのけいこが終わるとその日は稽古しないため廻しを教習所に置いていくが、榎本だけは廻しを部屋へ持ち帰り部屋へ戻ってからも四股を踏んだという。序ノ口は1場所、序二段と三段目は各2場所で通過し、2009年3月場所で早くも幕下に昇進。翌5月場所より四股名を琴勇輝一巖に改めた。7月場所で一度三段目に陥落したが、1場所で幕下に復帰するとその後定着。2011年1月場所で5勝2敗、技量審査場所で6勝1敗の好成績を収め、7月場所では初めて幕下上位の東5枚目まで昇進した。この頃の琴勇輝は毎日500回の腕立て伏せと鉄砲を欠かさず、2011年1月から半年ほどで体重が約20kg増えたという。この場所でも4勝3敗と勝ち越し、場所後に翌9月場所からの十両昇進が決定した。香川県出身の関取誕生は2004年1月場所まで十両に在籍していた五剣山（貴乃花部屋）以来で、小豆島出身者としては初である。

### 関取昇進後
新十両の2011年9月場所は、西12枚目の地位で序盤いきなりの4連敗のスタートとなったが、中日から7連勝するなどして9勝6敗で勝ち越した。2012年3月場所で自己最高位の西筆頭まで番付をあげ、幕内昇進を狙ったが6勝9敗で十両昇進後初の負け越しを喫する。続く5月場所は序盤3連勝のスタートを切ったが、6日目の宝富士戦で敗れて土俵下に転落した際に右膝を負傷して翌日より休場し、11日目から再出場したが5勝に終わった。7月場所、9月場所は勝ち越し、10月23日には出身地・小豆島で27年ぶりに開催された巡業に参加した。東十両3枚目まで番付を上げて迎えた11月場所は、前半戦を1勝6敗と不調だったが、中日から盛り返して8連勝で9勝6敗の勝ち越し。場所後に香川県出身力士として1958年11月場所の若三杉彰晃（後の大豪）以来戦後4人目となる幕内昇進が決定した。

### 新入幕場所以降
新入幕の2013年1月場所は2日目から4連敗を喫すると以降は常に黒星が先行する苦しい展開となり、最終的に6勝9敗の成績で一場所で十両に陥落した。
西十両3枚目で迎えた2013年5月場所は、千秋楽に12勝2敗の相星で対戦した德勝龍を突き出しで破り、13勝2敗の成績で初の各段優勝となる十両優勝を達成した。香川県出身者の十両優勝は1955年9月場所の神生山以来58年ぶり。
2013年7月場所で再入幕（西前頭12枚目）すると、この場所は8勝7敗で幕内で初めて勝ち越した。新入幕以来幕内土俵入りでは両手を頭上高くまで挙げてなかなか降ろさないという特徴を見せている。自己最高位を更新（西前頭9枚目）した9月場所12日目の北太樹戦では2度突っかけ、突っかけるたびに客席に向かって礼をして詫びる姿をその日のどすこいFMを担当していた浦風親方（元・敷島）から「町会議員か！」と揶揄されるという経験もした。2013年10月22日には琴勇輝の出生地である丸亀で22年ぶりの巡業が行われた。11月場所6日目の德勝龍戦で左膝を負傷。左膝蓋腱断裂と左膝前十字靱帯損傷と診断され、7日目から休場。琴勇輝が所属する佐渡ヶ嶽部屋ではすでに琴奨菊と琴欧洲の両大関も途中休場しており、4人いる関取の中で3人が休場するという異例の事態となった。同部屋の幕内力士が同一の場所で3人途中休場に追い込まれた例は1946年11月場所の伊勢ヶ濱部屋（現在の伊勢ヶ濱部屋とは系譜上無関係）以来67年ぶりの珍事である。11月末に手術を行いリハビリを行った。その後2014年1月場所後に退院し、続く2月9日の日本大相撲トーナメントでは土俵入りだけ参加する様子が伝えられた。
2014年3月場所は東十両12枚目まで地位を下げ、この場所は7日目から5連敗したことが響き千秋楽に負け越しを喫した。1場所休場しただけで土俵復帰したことに関しては後に2017年3月場所前に行われた座談会で雷が「膝を大ケガしたとき、自分は土俵下で見ていて、これは復帰までに相当、時間がかかるなって思っていたら、一場所休んだだけで復帰したでしょう。よく我慢できたなと。ケガをしても稽古さえしっかりやっていれば戻れるという、若い衆の見本ですね」と話していた。5月場所では調子を取り戻し、14日目まで十両の優勝争いの先頭に立っていた。しかし千秋楽に敗れて11勝4敗となり、4人による優勝決定トーナメント1回戦でも5日目の本割で勝っていた逸ノ城に敗れてしまい、2度目の十両優勝はならなかった。その後、勝ち越しを続け11月場所で1年ぶりに幕内（東16枚目）に返り咲いた。
5場所ぶりに幕内に復帰した11月場所は、7勝7敗で迎えた千秋楽の妙義龍戦で物言いがつく相撲の末に8つ目の白星を勝ち取り、8場所ぶりとなる幕内での勝ち越しを達成した。
2015年は3月場所中に急性腸炎のため負け越したが、その場所以外では勝ち越しを続けた。約2年ぶりに自己最高位を更新した（東前頭6枚目）11月場所でも8勝7敗と勝ち越したのみならず、同部屋の大関琴奨菊が14日目から途中休場したことなどもあり、千秋楽には平幕力士ながら『これより三役』に登場し、大関照ノ富士と対戦した。初めて『これより三役』を経験した琴勇輝は千秋楽の取組後に支度部屋で「気持ちよかった。二年前の九州でケガをした自分が、その二年後にこういう所で相撲を取っているなんて」と感慨深げに話していた。
2016年、西前頭4枚目で迎えた1月場所は初日から3連勝と好調なスタートを切った。9日目に横綱・日馬富士と初対戦した後、13日目に5場所連続の勝ち越しを決め、最終成績は9勝6敗。また、同場所で兄弟子の琴奨菊が初優勝を達成したため優勝パレードで旗手を務めた。
3月場所は東前頭筆頭で迎えた。初日に大関・稀勢の里、2日目に横綱・白鵬と共に初対戦して敗れたが、3日目に横綱・日馬富士を押し出して横綱戦初勝利を達成し、初金星を獲得した。この日のNHK大相撲中継の正面席の解説は、琴勇輝の師匠の佐渡ケ嶽であった。師弟共に涙ながらの解説、インタビューを受けるシーンが見られた。4日目に横綱・鶴竜に敗れたが、5・6日目はそれぞれ豪栄道と照ノ富士の2大関を破り、自身初めての横綱・大関との総当たりを終えて3勝3敗とすると、そのまま千秋楽まで11連勝し、幕内で初の2桁白星となる12勝3敗の好成績と同時に通算300勝目を達成した。伊勢ヶ濱審判部長から、立ち会いで手を付くのが遅い取組が目立つ旨の注文も付き、自身も自覚しているが、1横綱2大関を破った事が評価され初の三賞となる殊勲賞を受賞した。同場所では三役陣が全員負け越していたため、5月場所前の番付発表で関脇昇進が決定した。香川県出身者の新三役・新関脇はともに1960年7月場所の若三杉以来56年ぶりである。また、平成生まれの日本出身力士では初の関脇昇進だった。

### 新三役場所以降
東関脇で迎えた5月場所より、立合い前に声を発することをやめた。場所直前の4月の終わりごろに喘息が発覚して1週間近く稽古を休み、172kgの体重が10kgも減ってしまったため、趣味の銭湯に行く時間を外食に充て焼き肉、焼き鳥を食べて体を戻した。場所は初日より3連敗を喫したが、6日目に先場所に続いて豪栄道を破り、7日目には鶴竜から初白星をあげて盛り返した。14日目に7場所ぶりの負け越しが決定したが、千秋楽に照ノ富士を破り7勝8敗の成績で場所を終えた。7月場所は東小結に留まったが、全く振るわず初日から9連敗、最終的に2勝13敗の大敗を喫して平幕に陥落した。しかし本人は場所後に「収穫だらけで籠の中がいっぱい。まずは整理しなきゃ」と前向きであった。西前頭8枚目まで後退した9月場所は地力の強さを見せつけて自己最速となる10日目に勝ち越しを確定させ、場所を10勝5敗の2桁白星で終えた。この場所では左膝を負傷して以降付けていたテーピングを外して相撲を取り、千秋楽の取組を終えた後の支度部屋で「テーピングしないで15日間取れたことは自信になった」とコメントした。2016年11月場所は6勝9敗の負け越しであったが、千秋楽に英乃海を立合いの張り手で失神させたことが物議をかもした。場所後の2016年度冬巡業は全休。
2017年1月1日、元保育士の一般女性と結婚。迎えた1月場所は初日から2日連続で変化気味の立合いを見せ連勝。その後も変化気味の立合いをする場面が散見されたが、3日目から6連敗。その後持ち直したものの14日目に負け越しが決まり、結婚した勢いに乗ることはできなかった。3月場所も怪我の影響で5勝10敗。4月29日、30日の2日間に渡って行われた「ニコニコ超会議場所 2017」ではアドリブでコントを行い、ファンサービスに努めた5月場所も故障に苦しみ9日目は日本相撲協会に左膝蓋靱帯断裂術後、左膝関節水腫で約3日間の安静加療を要する見込みと診断書を提出して休場。琴勇輝の休場は2015年春場所以来で6度目で9日目は魁聖に不戦敗になった。10日目からは再出場したが連敗した。この場所は6勝9敗と、番付運次第では十両陥落も有り得る。なお、2017年5月場所終了時点では不戦敗制度運用開始以降不戦敗した翌日に再出場したのは7人が、1人で2回経験したのは初めてとなった。なお、場所2日目には師匠と夫人が誕生日を迎えており、この日を白星で終えた琴勇輝は「いい相撲で白星が取れた。師匠にはカフスを送りました。奥さんには？秘密です」と支度部屋で話した。7月場所までなんとか幕内に残っていたが故障が悪化し西前頭14枚目で大きく負け越して9月場所で十両へ陥落した。9月場所は14日目を終わった時点で10勝4敗の単独首位に立っていたが、千秋楽に5敗の阿炎に本割と優勝決定戦で連敗し、逆転優勝を許して十両優勝を逃した。11月場所は幕内に復帰し、8場所ぶりの幕内での勝ち越しを達成して1年を終えた。
2018年1月場所は一進一退の星取りであり、13日目に勝ち越し王手となったが、残りを負けて7勝8敗と向こう給金となった。翌3月場所はやや番付運が悪く1枚半下降の西前頭12枚目。初日から3連敗のスタートとなった上、3日目の大翔丸戦で右足首を負傷。「右踵腓靱帯損傷で１週間の休業、療養が必要」との診断書を提出し、翌4日目から休場した。しかし足の痛みが引き、相撲が取れる状態になったことで6日目より早くも復帰した。しかし復帰後は足の踏ん張りが殆どきかず、1つも勝てないまま中日に負け越しが確定。その後も連敗が続いたが、13日目の錦木戦でようやく初日を出した。場所成績は1勝13敗1休。場所後の春巡業は右足首の怪我の影響で初日からの休場が発表された。翌5月場所は4場所ぶりの十両となる東十両5枚目で迎え、千秋楽に勝ち越しを決めて8勝を挙げた。東十両3枚目で迎えた7月場所は場所前に20kgもの減量を行って臨み、10勝5敗の好成績を残し、9月場所で幕内に復帰したが、6勝9敗の負け越しで1場所で十両に下がった。11月場所は十両優勝を争い、千秋楽に10勝4敗で、11勝3敗でトップの友風と対戦したが、敗れて優勝はならなかった。
2019年1月場所は幕内に復帰したが10日目の土俵で負傷し、翌日から休場。十両で2場所を過ごしたのち、7月場所で幕内に復帰するとこの場所で10場所ぶりの幕内での勝ち越しするとともに2016年9月場所以来17場所ぶりの二桁勝利となる11勝を挙げた。なお、この時の報道で3月13日に長女が誕生していたことが明かされた。11月場所は西4枚目となり、久々に横綱白鵬戦が組まれた。上位に休場者が相次いだこともあり、千秋楽はこれより三役の土俵に登場し、小結遠藤を破って勝ち越しを決めた。
2020年1月場所は初日から休場。初日となる1月12日に「両変形性肘関節症による両肘の痛みに対し、手術を予定」との診断書を発表した。
2020年10月14日には左膝の内視鏡手術を受けた。骨が変形し始めて膝の腱のとこに引っかかり、それを削らないと膝が伸びないところまで悪化したため手術に至ったという。1月には両肘を手術したため、同じ年にこれで2度目の手術を受けたことになり、本人は「私自身もやっぱり1年に2回手術するというのはなかなか経験のないことで大変だった」とコメントした。これにより11月場所を休場。十両に番付を落とした2021年1月場所は出場したものの、手術明けの膝の状態は思わしくなく、下半身の粘りの無い相撲に終始し4勝11敗と大幅な負け越し。翌3月場所は西幕下筆頭に番付を下げ、2011年9月場所の新十両昇進以来守り続けていた関取の地位を失うことになった。

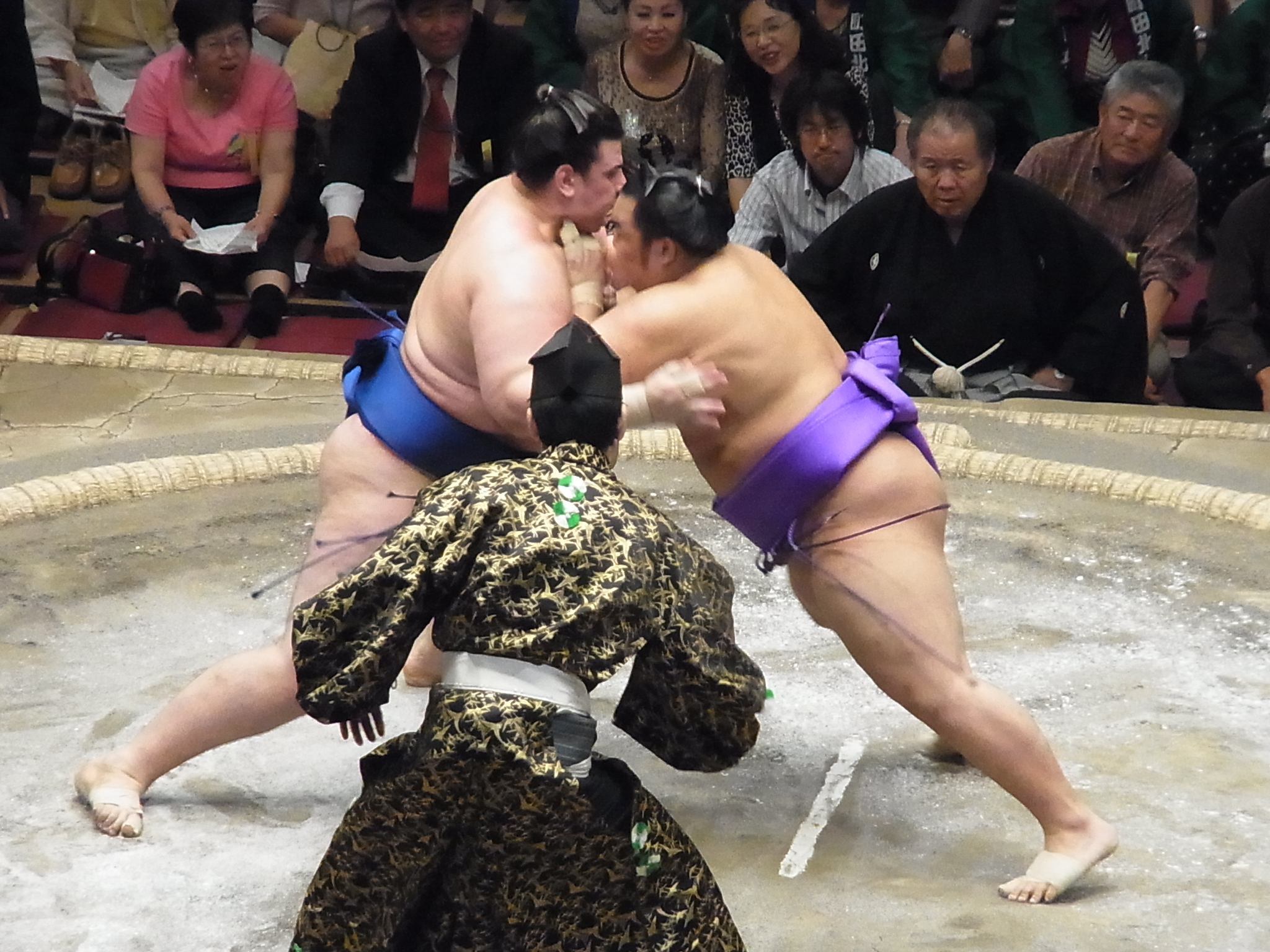
明治神宮例祭奉祝 奉納70回全日本力士選士権大会 相手は碧山関（2011年10月3日撮影）
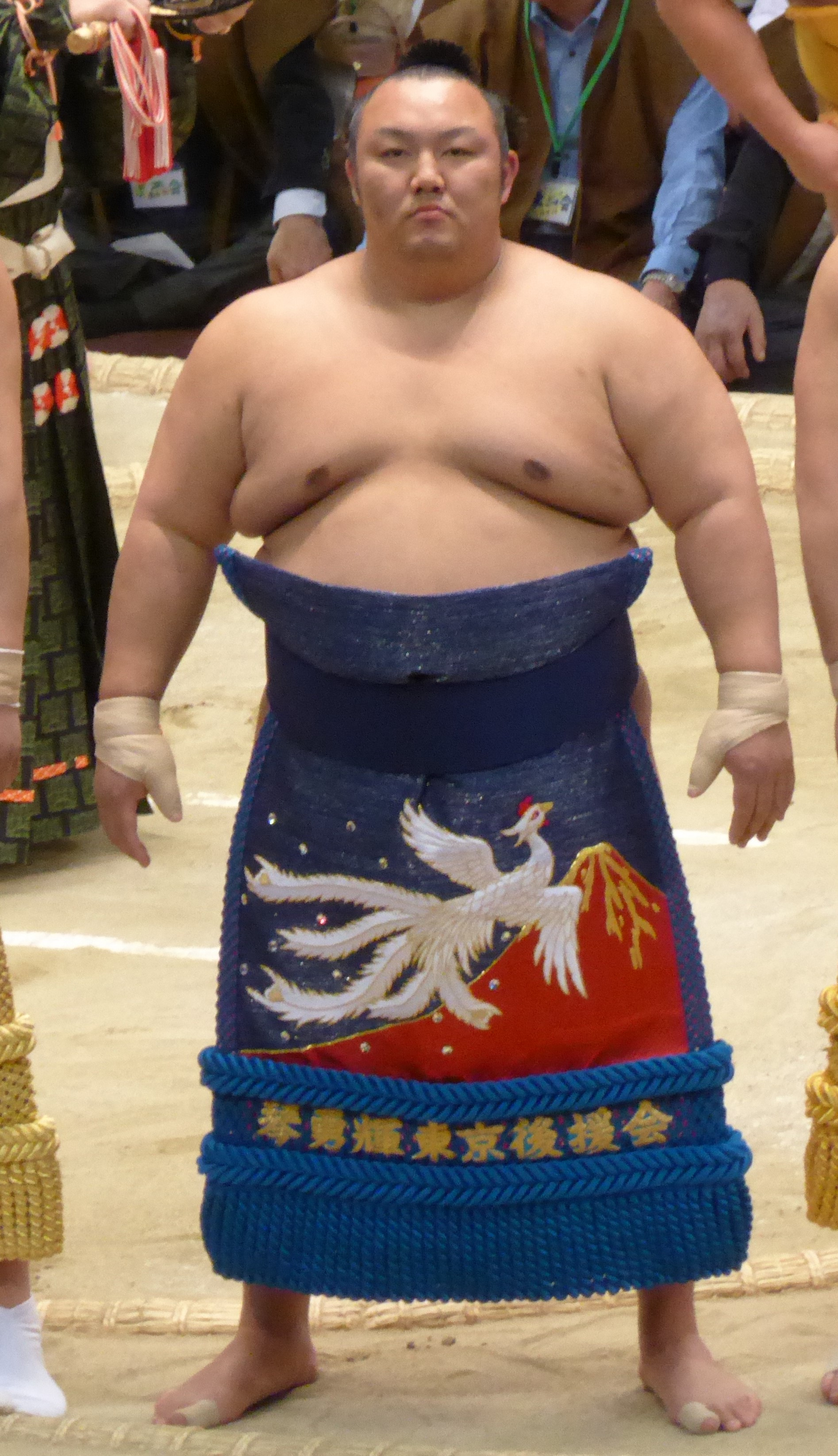
土俵入りする琴勇輝関（2017年3月17日撮影）
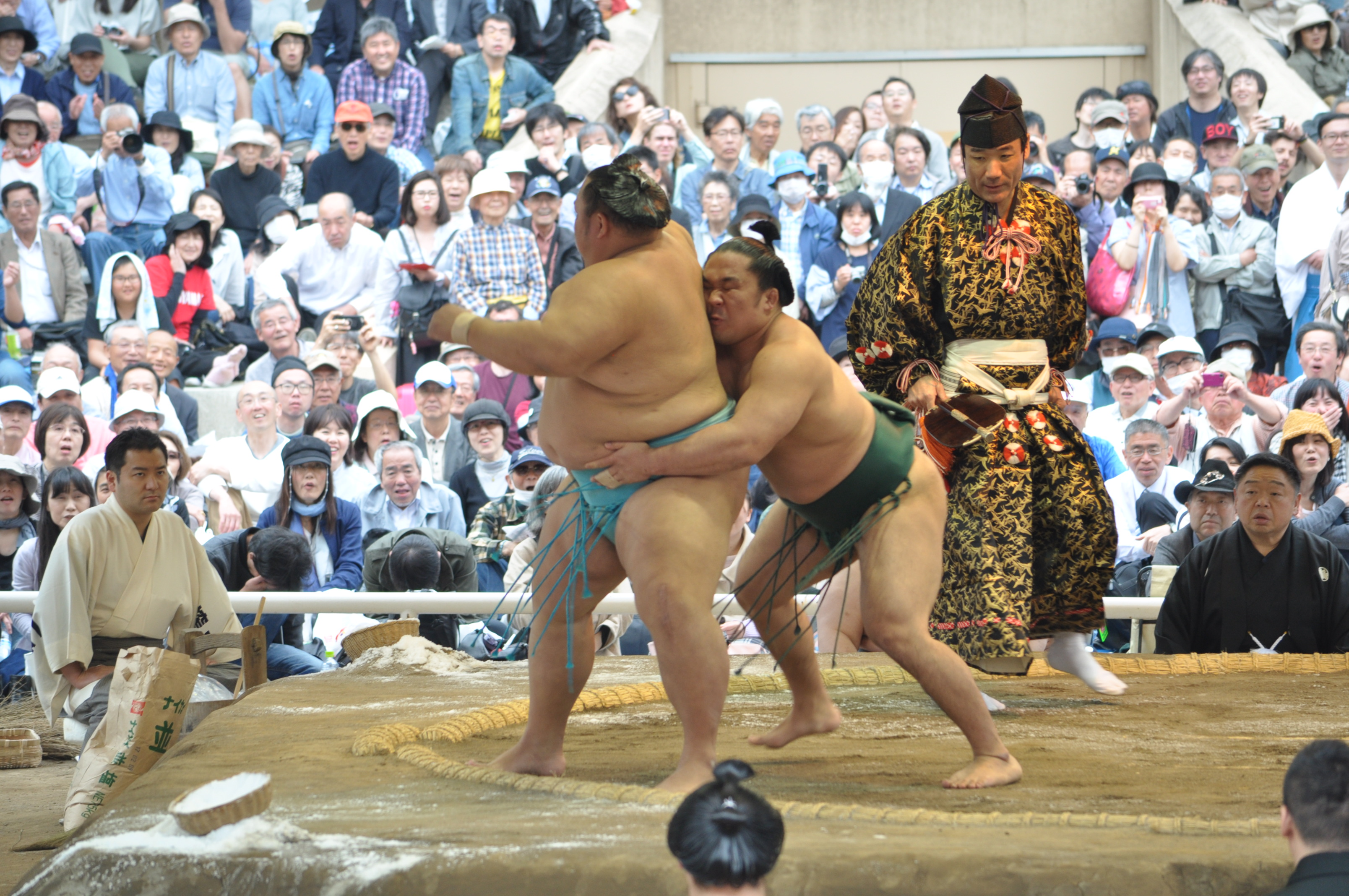
靖国神社奉納大相撲 相手は石浦関（2017年4月17日撮影）

### 引退
その3月場所は全休となり、場所後の4月14日、現役引退と年寄・君ヶ濱の襲名が発表された。平成生まれとしては初めての親方（年寄名跡襲名者）にもなった。師匠の佐渡ヶ嶽は引退に際して「膝を手術して四股が踏めず、稽古が思うようにできなくなっていた。加えて番付も落ちてしまった。それが一番。本人からも『膝が限界です』と言われた」と琴勇輝本人が引退を決断した理由を明かした。番付編成会議後の引退表明だったため、2021年5月場所の番付には西幕下41枚目に名前が残っていた。
10月2日、両国国技館で断髪式が行われ、照ノ富士ら約250人がはさみを入れた。止めばさみは13代佐渡ヶ嶽。断髪後に「今の師匠に代が替わってからの一番弟子でもあるし、関取第1号でもあったので、師匠の考える相撲道を自分なりに捉え続けてきた。師匠に肩をたたかれた時はいろんな感情があったし、情景も浮かんできた」とコメント。
2022年10月8日に、年寄名跡を北陣に変更、2023年7月21日に、元若嶋津から年寄株を譲り受けて荒磯を継承襲名した。
「荒磯」襲名後は『四国新聞WEB朝刊』にコラム『元関脇琴勇輝　荒磯親方の相撲道』を持っている。

## 取り口
基本的に突き押し一本の相撲を取り、四つに組むことはほとんどない。特に立合いのもろ手突きから一気に押し出す相撲が理想の流れである。2016年3月場所前の座談会で高崎は琴勇輝の突き押しに関して「上突っ張りですけど、結構効いているんですね」とその威力を評しており、振分も「十両の時に対戦したけど、あの突っ張りは重たいんですよ」と証言している。左膝の負傷で十両に落ちてから幕内に戻るまでは叩きが増えたが、幕内に定着してからはまた突き押し一本に戻っている。しかし170kgを超えたアンコ型であり前かがみになると苦しいことや変化されることが怖いことからもろ手突きに頼りすぎることが欠点であり、19代朝日山からは変化されることを恐れずにつんのめって頭から当たることと体重を150kg位に減らして膝の負担を軽くすることを助言されている。その後も元琴錦から「20kg痩せろ」と何度も注意されたが、体重過多という課題は最後まで残った。立合いで手をきちんと付かないことが目立っており、2016年10月28日に行われた土俵祭りの後に師匠の佐渡ヶ嶽が友綱審判副部長から注意を受けた。その後も2017年9月場所の十両優勝決定戦にて手を付いていないことで「待った」が2度かかり、3度目でようやく立ち会いが成立し勝ったものの、相手の安美錦が「あんなんじゃ、やる気がなくなるよ。手をつけってんだよ。こっちが気を使って手を合わせないといけない。（直前に決定戦があった）三段目の相撲を見習ってほしいよね。何十年ぶりに決定戦に来て、優勝どうのこうのより楽しんでいたのに、味わう前に台なしだよ。あんな立ち合い、するつもりじゃなかったのに」
と支度部屋で記者に漏らすなど、立ち会いの手付きの悪さは変わっていない。
突き押し力士であること、体重過多や膝の古傷の影響などから勝っても負けても相撲が速く終わる。2017年5月場所は14番中10番が5秒以内に終わり、3秒以内に終わったのは6番である。

## エピソード

### 気合い入れの声出し
- 2015年頃まで立合いの直前に「ウオッ」や「ホゥッ」と気合のこもった独特の声を発していた。千代鳳が後にこれを真似るようになった[43][44]。現在は品格の問題からこの気合い入れは日本相撲協会から禁止を言い渡されており自重している。タニマチ筋はその後十両への陥落を経験した琴勇輝について「妙にマジメなところもある力士なので、禁じられたことで悩んでいましたからね」と語っていた[45]。引退時の報道で「三段目時代から気合を入れる動作。意識的な受け狙いのパフォーマンスでなく自分の中のリズム、あくまでも気合。そこだけは分かってほしい」とこの気合入れについての考えが明かされ、黒星を喫したある取組後の支度部屋で「自分の信念を曲げるぐらいならマゲを落としてもいい、ぐらいの覚悟があったか」と問われると「ありました」とこの気合入れについて即答した[46]。2015年3月場所前の力士会では横綱の白鵬から気合入れの声について全関取の前で「犬じゃないんだから、ほえるな!やめろよ!」と注意されている[47]が、尚もこの所作を貫いたことから琴勇輝を真似ていた千代鳳は「琴勇輝関は男前です。俺は怖くて出来ない。（琴勇輝に）申し訳ない。かっこいいな、琴勇輝さんは…」と、羨望のまなざしを送っていた[46]。

### 土俵外の相撲関連
- 土庄高校と小豆島高校が統合し、小豆島町蒲生に開校した香川県立小豆島中央高等学校で2017年6月24日、相撲場の土俵開きがあり、関係者が完成を祝った。小豆島高校から角界入りした琴勇輝も出席し、後輩らを激励した。琴勇輝は「新しい一ページが刻まれそうな予感がする。大相撲の世界に興味を持って入ってきてくれる子どもたちを楽しみに、私も一生懸命頑張っていきたい」とあいさつした[48]。
- 琴勇輝は2017年7月場所後に後援会の人に誘われて福井県敦賀市に釣りに行き、そこで4匹のタイを釣るのに成功した。その時の思い出の1枚を日刊スポーツの絵日記企画に使用する絵にして描いた。「大垣後援会の山本さんのために釣りました。釣りに行った次の日が山本さんの誕生日で、お店で刺し身や塩焼き、タイ茶漬けにしてもらって一緒に食べました。山本さんのためです」と夏の暑さに負けない熱い思いで、日頃からお世話になっている人に恩返しをした。7月場所は4勝11敗と大きく負け越しで「成績は不作でしたけどタイは大量でした」と明るかったが「もう1回大きな波に乗りたい。また番付を盛り上げタイ」と縁起物にあやかったジョークを言いながらも、目は真剣であった[49]。

### 趣味・嗜好
- 趣味は銭湯巡り。「部屋から車で15分くらいの所に何軒かあるんです」と、2016年1月場所中はそこで炭酸泉につかって疲れを取る日々であった[50]。
- ラーメンが好きであり、特に琴奨菊の影響でラーメンショップを好む。ニューラーメンショップ松戸丸山店には琴勇輝のサインが飾られていた（彼の引退に伴い撤去）。
- マクドナルドのハンバーガーが好物であり、幼稚園時代には同世代が好んでいたハッピーセットには目もくれず、年長の頃にはダブルチーズバーガー2個を軽く平らげていた。ジャンクフードは体に悪いので部屋では禁止されており、隠れて食べるしかないが食べた翌日にニキビができるので兄弟子にはバレてしまう[51]。琴勇輝は現役時代から重度の糖尿病であったため、周囲からは「やめときなよ、身体に悪いって」と注意されていた。

### その他
- 2016年より小豆島夢応援大使[52]。
- 母子家庭で育ち、4歳下の弟の父親代わりを務めてきた。2013年5月場所で十両優勝を果たしたが、この時の賞金は医大に進学した弟の学費とするため、貰ってすぐに館内で観戦に来ていた弟に手渡した[53]。しかし2013年11月場所に左ひざを負傷し、翌場所は十両に転落することとなった。この時、弟は兄にこれ以上面倒をかけられないと医大を退学し、奨学金で学費を賄える大阪のリハビリ専門学校に入学している。翌2016年3月場所に初の殊勲賞を受賞[54]した琴勇輝は、応援に来ていた弟に全ての賞金を手渡した[55]。
- 2021年4月の現役引退の折に、母親と弟がマスコミの取材に応じた。母親は「力士になる夢をかなえ、一生懸命に歩んだ道のり。寂しさとほっとした気持ちがある」と話し、全国の後援者からからひっきりなしに届く電話やメールに「多くの方々に応援してもらった。本当にありがたい」と感謝を述べた。負傷した兄を支える理学療法士に感銘を受けたという弟は、現在は大阪の病院で理学療法士として働いており、「現役の兄を支えることはできなかったが、親方になった兄をいつかサポートできたら」と話している[56]。

## 主な成績
- 通算成績：480勝430敗70休（77場所）
- 幕内成績：207勝229敗59休（33場所）
- 十両成績：190勝152敗3休（23場所）

### 各段優勝
- 十両優勝：1回（2013年5月場所）

### 三賞・金星
- 三賞：1回
  - 殊勲賞1回（2016年3月場所）
- 金星：1個
  - 日馬富士1個（2016年3月場所）

### 場所別成績
| | 一月場所 初場所（東京）  | 三月場所 春場所（大阪） | 五月場所 夏場所（東京） | 七月場所 名古屋場所（愛知） | 九月場所 秋場所（東京） | 十一月場所 九州場所（福岡） |
| --- | ------------------------ | ----------------------- | ----------------------- | --------------------------- | ----------------------- | --------------------------- |
| 2008年 （平成20年） | x                        | （前相撲）              | 西序ノ口11枚目 5–2      | 東序二段89枚目 6–1          | 西序二段13枚目 6–1      | 東三段目51枚目 6–1          |
| 2009年 （平成21年） | 東三段目筆頭 5–2         | 西幕下44枚目 3–4        | 東幕下53枚目 3–4        | 東三段目3枚目 5–2           | 西幕下43枚目 3–4        | 西幕下51枚目 5–2            |
| 2010年 （平成22年） | 西幕下37枚目 5–1–1       | 西幕下26枚目 2–5        | 西幕下40枚目 3–4        | 東幕下51枚目 3–4            | 西幕下56枚目 5–2        | 西幕下36枚目 3–4            |
| 2011年 （平成23年） | 東幕下45枚目 5–2         | 八百長問題 により中止   | 東幕下30枚目 6–1        | 東幕下5枚目 4–3             | 西十両12枚目 9–6        | 西十両8枚目 8–7             |
| 2012年 （平成24年） | 西十両7枚目 9–6          | 西十両筆頭 6–9          | 西十両4枚目 5–7–3       | 西十両7枚目 8–7             | 西十両6枚目 9–6         | 東十両3枚目 9–6             |
| 2013年 （平成25年） | 西前頭15枚目 6–9         | 西十両筆頭 6–9          | 西十両3枚目 優勝 13–2   | 西前頭12枚目 8–7            | 西前頭9枚目 7–8         | 西前頭10枚目 4–3–8          |
| 2014年 （平成26年） | 東前頭17枚目 休場 0–0–15 | 東十両12枚目 7–8        | 東十両13枚目 11–4       | 西十両5枚目 8–7             | 西十両4枚目 8–7         | 東前頭16枚目 8–7            |
| 2015年 （平成27年） | 東前頭14枚目 8–7         | 西前頭12枚目 6–9        | 西前頭15枚目 8–7        | 西前頭12枚目 8–7            | 東前頭10枚目 9–6        | 東前頭6枚目 8–7             |
| 2016年 （平成28年） | 西前頭4枚目 9–6          | 東前頭筆頭 12–3 殊★     | 東関脇 7–8              | 東小結 2–13                 | 西前頭8枚目 10–5        | 東前頭4枚目 6–9             |
| 2017年 （平成29年） | 西前頭6枚目 6–9          | 西前頭9枚目 5–10        | 西前頭12枚目 6–9        | 西前頭14枚目 4–11           | 西十両3枚目 10–5        | 東前頭14枚目 8–7            |
| 2018年 （平成30年） | 東前頭11枚目 7–8         | 西前頭12枚目 1–13–1     | 東十両5枚目 8–7         | 東十両3枚目 10–5            | 東前頭16枚目 6–9        | 東十両3枚目 10–5            |
| 2019年 （平成31年 /令和元年） | 西前頭13枚目 4–7–4       | 東十両2枚目 5–10        | 東十両6枚目 11–4        | 東前頭16枚目 11–4           | 西前頭9枚目 9–6         | 西前頭4枚目 8–7             |
| 2020年 （令和2年） | 西前頭3枚目 休場 0–0–15  | 東十両筆頭 8–7          | 感染症拡大 により中止   | 西前頭17枚目 6–8–1          | 東十両2枚目 8–7         | 西前頭15枚目 休場 0–0–15    |
| 2021年 （令和3年） | 西十両9枚目 4–11         | 西幕下筆頭 休場 0–0–7   | 西幕下41枚目 引退 –     | x                           | x                       | x                           |
| 各欄の数字は、「勝ち-負け-休場」を示す。 優勝 引退 休場 十両 幕下 三賞：敢=敢闘賞、殊=殊勲賞、技=技能賞 その他：★=金星 番付階級：幕内 - 十両 - 幕下 - 三段目 - 序二段 - 序ノ口 幕内序列：横綱 - 大関 - 関脇 - 小結 - 前頭（「#数字」は各位内の序列） |                          |                         |                         |                             |                         |                             |

### 幕内対戦成績
| 力士名   | 勝数 | 負数 | 力士名   | 勝数 | 負数 | 力士名     | 勝数 | 負数 | 力士名   | 勝数 | 負数 |
| -------- | ---- | ---- | -------- | ---- | ---- | ---------- | ---- | ---- | -------- | ---- | ---- |
| 碧山     | 3    | 8    | 朝乃山   | 2    | 2    | 旭日松     | 0    | 2    | 東龍     | 0    | 1    |
| 阿炎     | 0    | 1    | 安美錦   | 3    | 3    | 阿夢露     | 4    | 1    | 荒鷲     | 2    | 2    |
| 阿覧     | 1    | 0    | 勢       | 5    | 7    | 逸ノ城     | 2    | 2    | 石浦     | 4    | 4    |
| 宇良     | 1    | 1    | 遠藤     | 4    | 4    | 炎鵬       | 0    | 2    | 阿武咲   | 0    | 2    |
| 大砂嵐   | 0    | 2    | 隠岐の海 | 5    | 9    | 魁聖       | 5    | 4(1) | 臥牙丸   | 3    | 3    |
| 鏡桜     | 1    | 2    | 輝       | 7    | 1    | 鶴竜       | 1    | 2    | 稀勢の里 | 0    | 4    |
| 北太樹   | 4    | 2    | 旭秀鵬   | 7    | 2    | 旭大星     | 1    | 0    | 旭天鵬   | 6    | 0    |
| 豪栄道   | 2    | 1    | 佐田の海 | 5    | 5    | 佐田の富士 | 4    | 2    | 志摩ノ海 | 0    | 1    |
| 常幸龍   | 3    | 1    | 正代     | 2    | 2    | 翔天狼     | 1    | 1    | 松鳳山   | 4    | 4(1) |
| 青狼     | 1    | 1    | 蒼国来   | 7    | 2    | 大奄美     | 3    | 1    | 大栄翔   | 4    | 3(1) |
| 大翔鵬   | 1    | 0    | 大翔丸   | 2    | 5    | 大道       | 1    | 0    | 貴景勝   | 0    | 1    |
| 貴ノ岩   | 4    | 3    | 隆の勝   | 1    | 0    | 髙安       | 1    | 3    | 宝富士   | 5    | 6    |
| 豪風     | 2    | 7    | 玉飛鳥   | 2    | 0    | 玉鷲       | 3    | 6(1) | 千代鳳   | 1    | 2    |
| 千代翔馬 | 3    | 4    | 千代大龍 | 2    | 6    | 千代ノ皇   | 0    | 1    | 千代の国 | 1    | 7    |
| 千代丸   | 5    | 3    | 剣翔     | 1    | 0    | 照強       | 0    | 2    | 照ノ富士 | 3    | 3    |
| 時天空   | 2    | 3(1) | 德勝龍   | 2    | 6    | 栃煌山     | 3    | 5(1) | 栃ノ心   | 1    | 6    |
| 栃乃若   | 1    | 0    | 友風     | 1    | 1    | 豊ノ島     | 3    | 3    | 豊響     | 1    | 5    |
| 錦木     | 4    | 5    | 白鵬     | 0    | 4    | 日馬富士   | 1    | 2    | 英乃海   | 2    | 2    |
| 富士東   | 3    | 1    | 豊真将   | 1    | 0    | 北勝富士   | 1    | 2    | 誉富士   | 1    | 3    |
| 舛ノ山   | 1    | 1    | 御嶽海   | 0    | 3    | 妙義龍     | 11   | 2    | 雅山     | 1    | 0    |
| 明生     | 2    | 1    | 矢後     | 1    | 1    | 豊山       | 1    | 3    | 嘉風     | 6    | 4    |
| 竜電     | 2    | 1    | 若隆景   | 0    | 1    | 若の里     | 3    | 0    |          |      |      |

## 改名歴
力士
- 琴榎本 勇起（ことえのもと ゆうき）2008年3月場所 - 2009年3月場所
- 琴勇輝 一巖（ことゆうき かずよし）2009年5月場所 - 2021年5月場所

年寄
- 君ヶ濱 一巖（きみがはま かずよし）2021年4月14日 - 2022年10月8日
- 北陣 勇輝（きたじん ゆうき）2022年10月8日 - 2023年7月21日
- 荒磯 勇輝（あらいそ ゆうき）2023年7月21日 -